# Puyricard
Puyricard est une agglomération dépendant de la ville d'Aix-en-Provence et située au nord de celle-ci. Elle englobe plusieurs hameaux, dont Couteron, à l'est, et Pontès, à l'ouest. Le village appartient au canton d'Aix-en-Provence-1.
Son histoire est étroitement liée à celle d'Aix, ayant toujours, et notamment depuis le XVe siècle, été considéré davantage comme un quartier périphérique d'Aix que comme un village à part entière.
Les habitants de Puyricard sont les Puyricardens et Puyricardennes.
Le quartier géographique de Puyricard est peuplé de 3842 habitants en 2021.

## Situation géographique
Puyricard se situe entre Venelles et Éguilles, au Nord de la ville d'Aix-en-Provence, dans le département des Bouches-du-Rhône et dans le canton d'Aix-en-Provence-1. Depuis le sud des Bouches-du-Rhône, on y accède en empruntant la N296 direction Gap, sortie Puyricard, après avoir passé l'agglomération d'Aix-en-Provence. En venant des départements au nord (Vaucluse, Alpes-de-Haute-Provence), la sortie de Puyricard sur la E712 se fait environ 5 kilomètres après Venelles.

## Histoire

### Puyricard au Moyen Âge

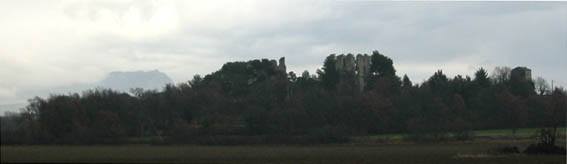
Le château de Puyricard aujourd'hui.

Même si une église est attestée sur le terroir de Puyricard dès le XIe siècle, il semble qu'un édifice antérieur s'y dressait, sans doute sur le chemin de Rognes, à l'emplacement du château ruiné des Grimaldi.
La terre de Puyricard est propriété de l'archevêque d'Aix, qui la partage avec la famille des Baux, même si ces derniers sont tenus de lui rendre hommage, dans l'église de Puyricard, par exemple. La famille des Baux se prête de bonne grâce à cette cohabitation, quoique quelques heurts surviennent de temps à autre, dont les plus célèbres sont le fait de Raymond des Baux de 1283 à 1298, révolte qui se termine par la condamnation du seigneur des Baux. Le château subit plusieurs assauts, dont le plus important est l'œuvre de Jean Ier d'Armagnac. Son siège échoue et le château échappe à la destruction.
Entre le milieu du XIVe siècle et celui du XVe siècle, le village apparaît comme totalement abandonné. Aucune trace de son centre ancien ne persiste. En 1421 encore, lors de la visite épiscopale, le village est désert, les premiers habitants revenant en 1424. Ses habitants sont partis pour la ville d'Aix. Pour autant, les terres ne cessent pas d'être cultivées. Le terroir continue d'être exploité comme en témoignent des expressions notariales comme castrum de Podio Ricardo dirruto qui, s'il peut concéder la disparition du village, confirme la persistance du territoire. En 1356, le chevalier Ferrarius de Podio-Ricardo, baile de Vintimille (1328), devait être de la famille de Hugues, damoiseau de Puyricard, habitant cette localité. Ainsi, en 1428, une vingtaine d'habitants d'Aix possèdent une terre qu'ils exploitent à Puyricard. Pendant cette période, seule une bastide y est construite : celle d'Antoine Isnard, maître rational à la Cour des Comptes, en 1411 ; un bâtiment de dix mètres sur cinq et comptant trois étages. Il est possible que cette désertion, d'ordre économique principalement, n'a pas contribué à donner à Puyricard une identité de réel village et, même lorsque la population s'y installe à nouveau, le village ne restera désormais qu'un quartier périphérique d'Aix. Dès cette époque se développent des villages périphériques à Puyricard et englobés dans la même paroisse ; Couteron et Pontès en sont les principaux exemples.
À partir de 1477, l'archevêque d'Aix devient seul seigneur d'Aix. Il s'agit de Georges-Olivier de Pannard, qui règne sur l'épiscopat aixois depuis 1460.

### Le grand tremblement de terre de 1909
Le 11 juin 1909, plusieurs villages au nord d'Aix sont frappés par un séisme dont la magnitude est évaluée à 6,2 sur l'échelle ouverte de Richter : il provoque la mort de 46 personnes dans tout le département des Bouches-du-Rhône ainsi que de nombreux dégâts. La ville d'Aix échappe à de lourds dégâts. La toiture de la vermicellerie Augier s'effondre et quelques murs se lézardent. En revanche, Puyricard connaît des dégâts considérables.

### Toponymie
Le nom authentique de Puyricard en provençal est Pue-Ricard Le nom latin du hameau est Podium Ricardi (« colline de Ricard », du nom d'un seigneur local) mais on trouve une forme Perricard rapportée dans certains textes en français, probablement une mauvaise audition du nom provençal.  Des actes du Moyen Âge attestent la forme latine du nom. On trouve cité en 1289, un Raymundus dominus Podii Ricardi,.
Le provençal ayant été la langue principale parlée à Puyricard, comme dans toute la Provence, tout au long du Moyen-Age jusqu'au milieu du XXe siècle, la plupart des lieux-dits ont des noms provençaux qui ont été plus ou moins traduits ou adaptés, souvent mal, en français, depuis l'annexion complète de la Provence par la France à la révolution de 1789: par exemple Castelas "grand château", Castelet "petit château", Les Gipières (Lei Gipiero) "les plâtrières", la Tubasse (la Tubasso) "la grosse fumée, l'étuve", les Lauves (lei Lauvo) "les pierres plates", Plume-Gau ("plume coq"), Carraire "chemin de transhumance" ou Carelle (Carrello) "poulie".

## Économie
Le village a donné son nom à la fameuse chocolaterie Puyricard, dont le siège social est avenue Georges de Fabry - Quartier Maliverny, 13540 Puyricard. C'est là que se situe l'atelier. Cette chocolaterie, fondée en 1968 par la famille belge Roelandts, est très réputée dans le sud de la France, avec des boutiques dans les grandes villes de la région, et trois boutiques à Paris. En 2014, l'entreprise a été recapitalisée avec un apport de 2 millions d'euros par un fonds d'investissement, avec pour projet d'augmenter nettement ses parts de marché à l'export. L’objectif état de faire passer le chiffre d'affaires de  9,6 à 20 millions d'euros en 7 ans.

## Enseignement
Depuis 1955, se trouve à Puyricard au hameau du Clos Guiot l'Institut d'administration des entreprises d'Aix-en-Provence, composante de l'Université d'Aix-Marseille.
Puyricard comprend également un collège privé fondé en 1956, le Collège Privé Catholique La Chesneraie, situé au hameau de La Chesneraie.
Le centre du village abrite deux écoles élémentaires publiques : l'école Jean Maurel et l'école Bremond.

## Culture et patrimoine

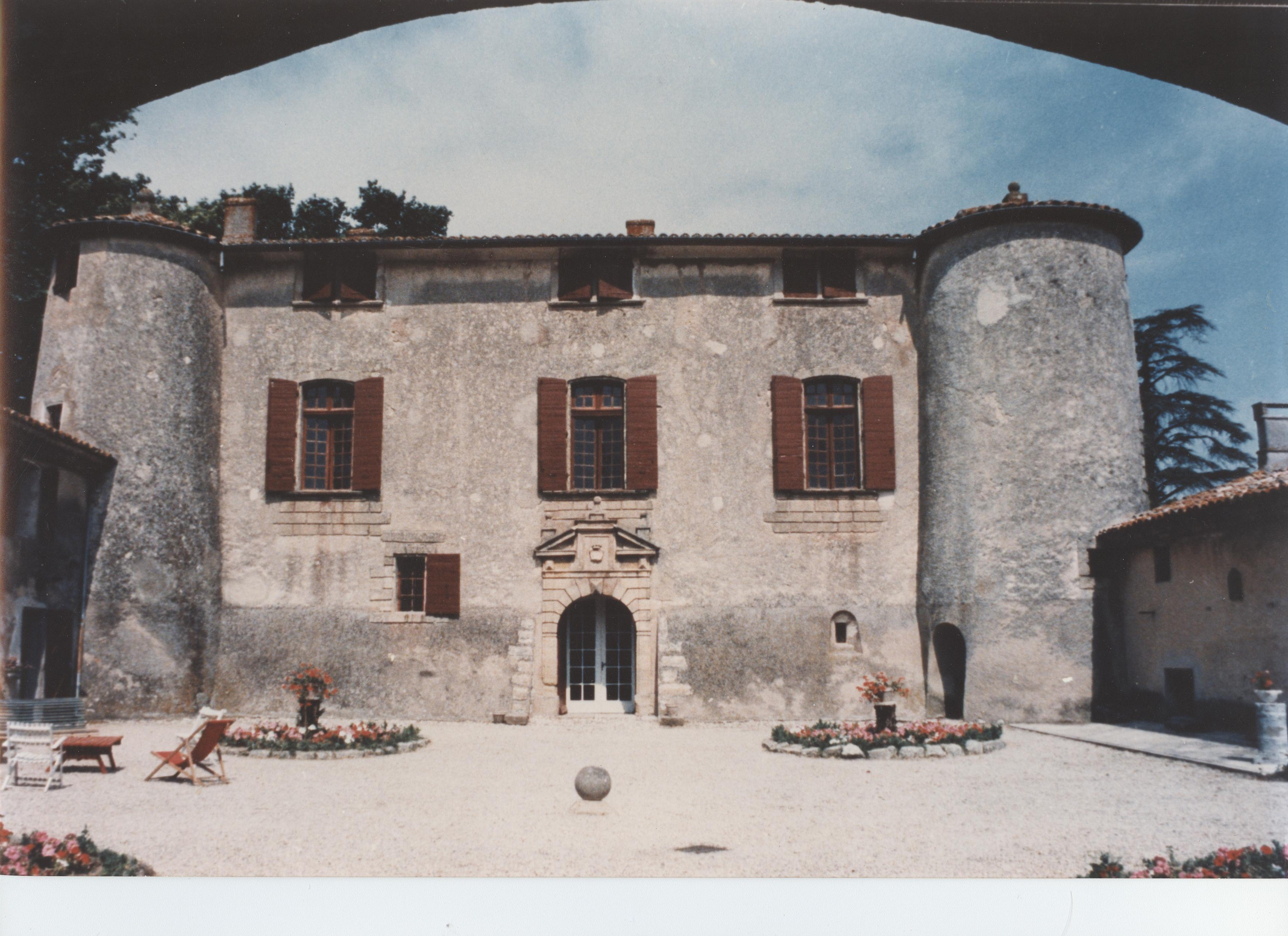
Façade du château de la Calade en 1970, inscrite en 1975 à l'inventaire supplémentaire des Monuments historiques.

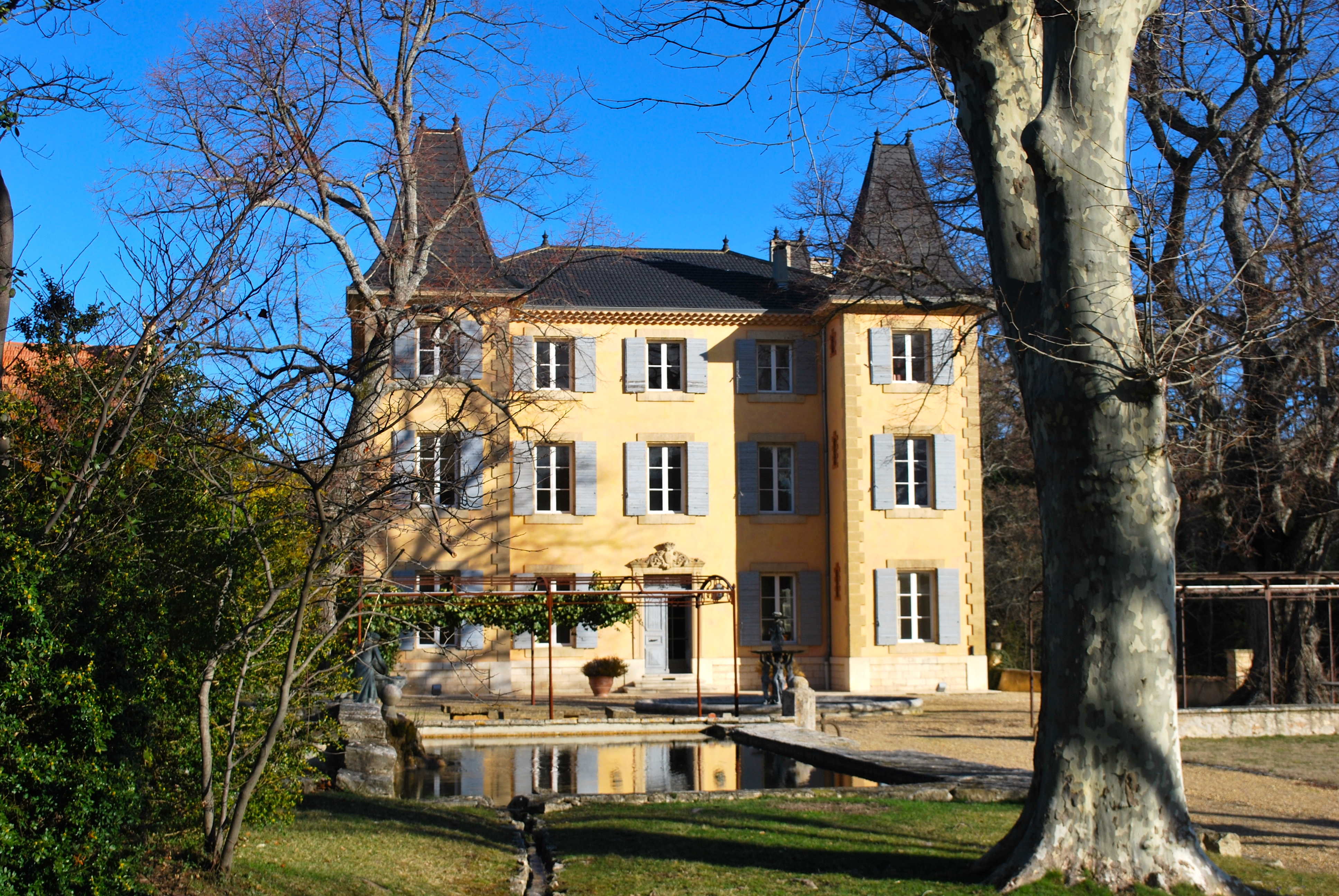
La Brillanne

La culture traditionnelle provençlae est animée par La Belugo de Pue-Ricard ("l'étincelle de Puyricard"), association qui propose de nombreuses activités: musique (galoubet-tabourin), chorale, cours de langue, charadisso (conversation), théâtre, cuisine, conférences.
Le village compte plusieurs édifices remarquables, comme des châteaux ou bastides ou des monuments religieux. Le plus ancien, le château de la Calade, achevé au XVIIe siècle, est représentatif de l'architecture bourgeoise provençale d'Ancien Régime.

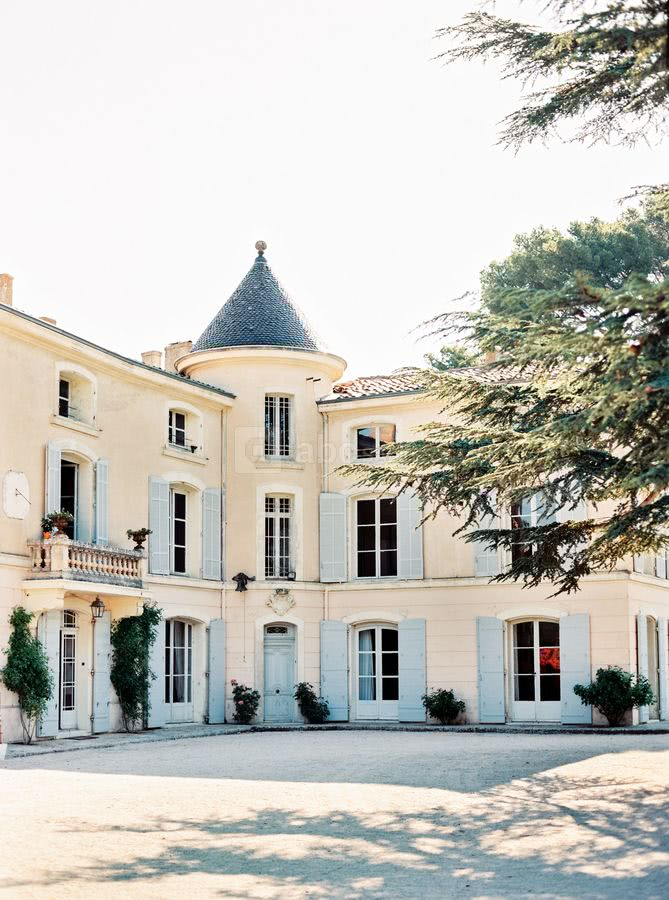

Les demeures principales sont le château d'Alphéran, datant du XVIIIe siècle, le château de la Rostolane, le château de La Brillanne, la bastide de La Rabiotte, la bastide de Ganay, le bastide de la Gantèse, le château de Bourgogne, le château de Montjustin, la bastide des Palombes, la bastide de La Présidente ou le château du Grand-Saint-Jean à côté duquel se trouve le cimetière du Grand Saint Jean.

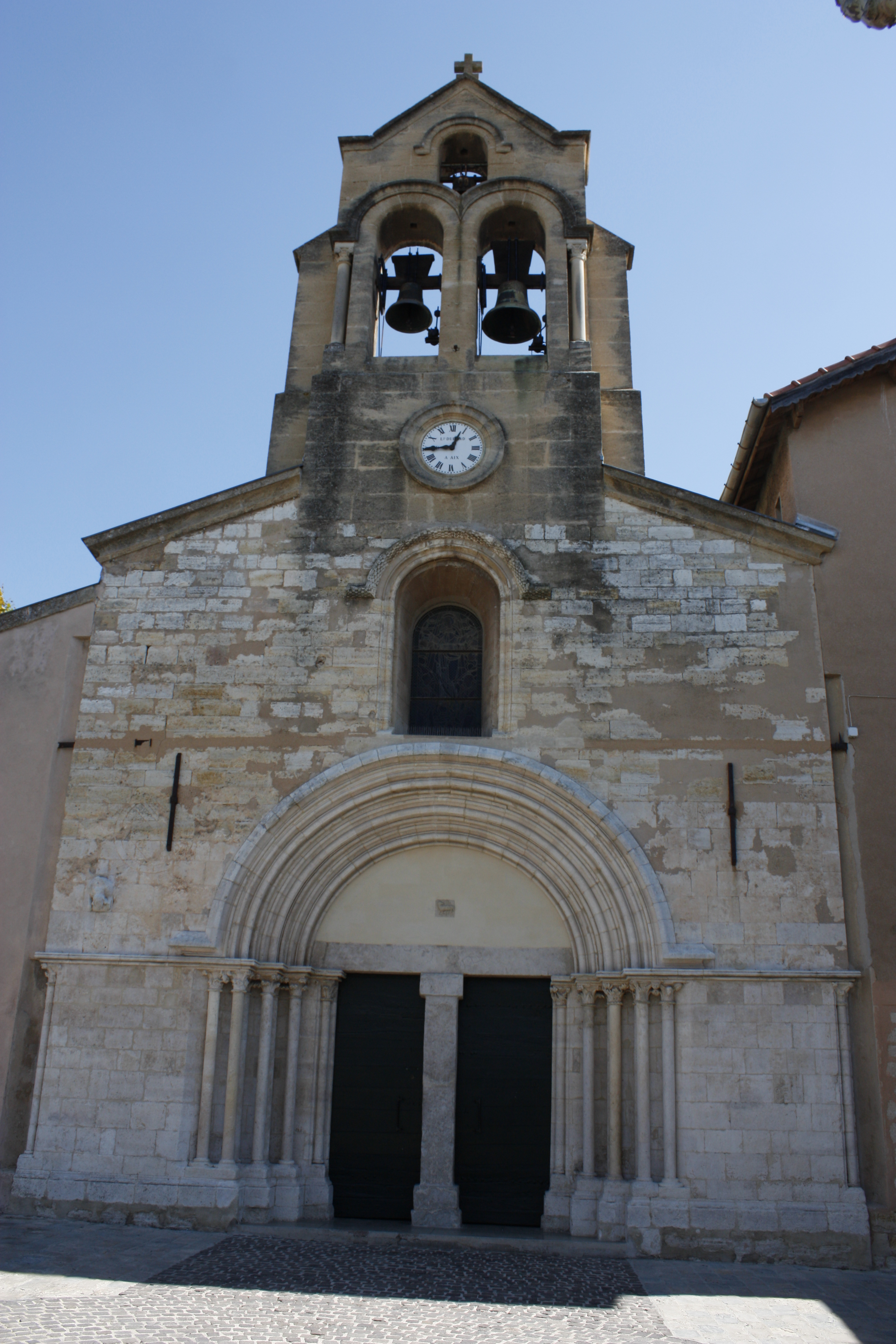
Église Notre-Dame-de-l'Assomption de Puyricard.

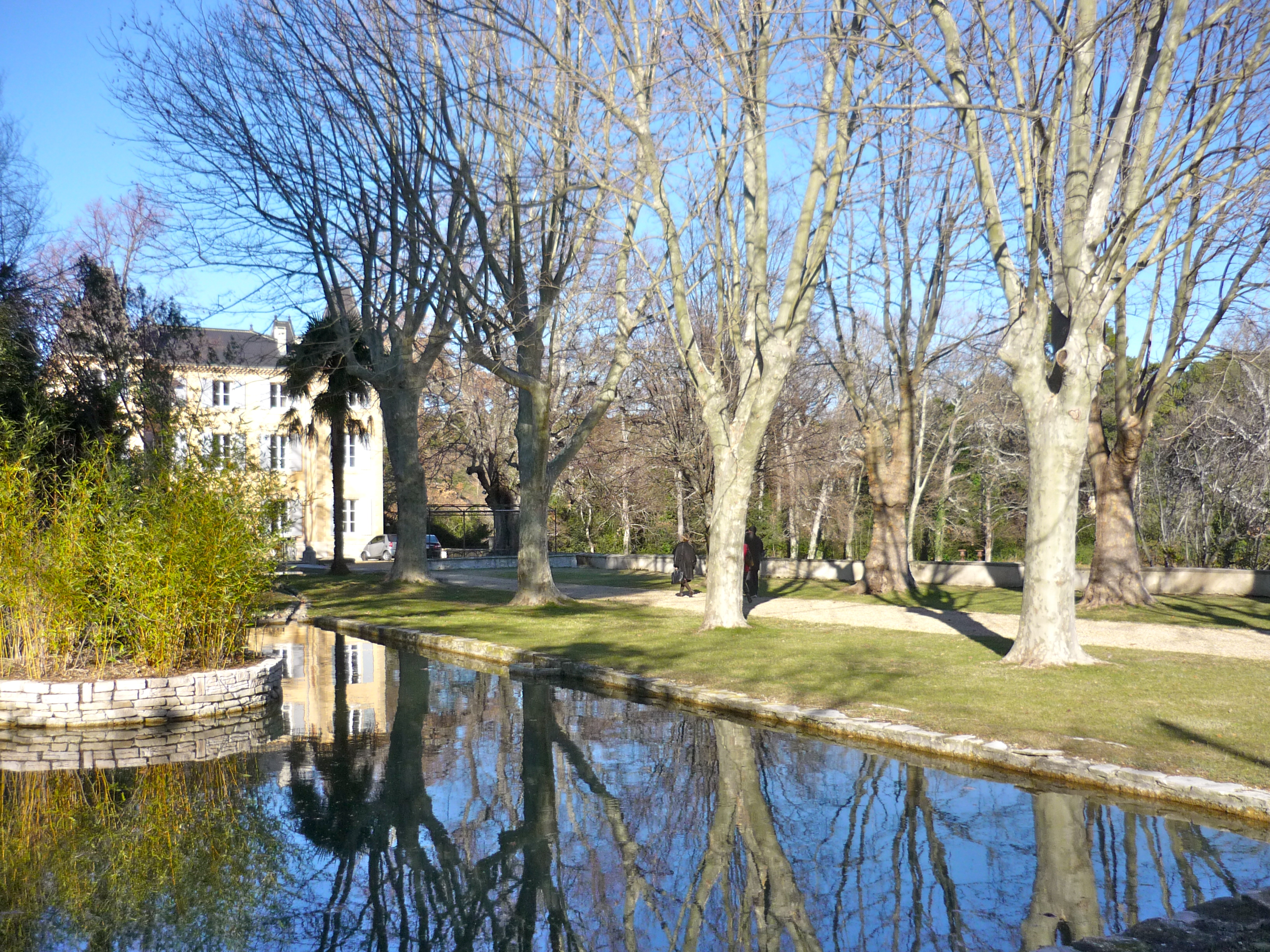
Parc et bassin du château de La Brillanne

La place principale du bourg est formée autour de l'église Notre-Dame-de-l'Assomption. De style roman, elle possède un autel qui se trouvait jadis au château de Puyricard.

## Personnalités liées à la commune
- Loïc Blaise (1977-), aviateur et explorateur français né à Puyricard.